# 1557 Рола
1557 Рола (1557 Roehla) — астероїд головного поясу, відкритий 14 січня 1942 року.
Тіссеранів параметр щодо Юпітера — 3,217.